# I’ll Cry Instead
«I’ll Cry Instead» (с англ. — «Мне остаётся только заплакать») — песня английской рок-группы The Beatles, написанная Джоном Ленноном. Впервые песня вышла на альбоме A Hard Day’s Night. В основе «I’ll Cry Instead» лежат элементы жанра кантри-энд-вестерн, который очень любили все участники группы, особенно Ринго Старр. «I’ll Cry Instead» открыла целое направление в творчестве The Beatles, в частности Леннона, создавая новый имидж Джона — героя-романтика, сидящего, оперев голову на ладони, и погрузившегося в океан скорбных мыслей. Эта поза вины и печали наложила характерный отпечаток на творчество Леннона в последнее десятилетие его жизни.

## О песне
«I’ll Cry Instead» была записана 1 июня 1964 года. Леннон написал её для эпизода, в котором The Beatles стремительно убегают из телестудии и оказываются на поле, где носятся по траве. Композиция состояла из двух секций, A и B, которые позже можно было бы соединить вместе для того, чтобы она по времени вписалась в необходимую сцену фильма. Однако, в конечном счёте, Ричард Лестер (режиссёр фильма) предпочёл использовать в эпизоде более ритмичную композицию «Can’t Buy Me Love» с её жизнерадостной лирикой. Уолтер Шенсон (продюсер фильма) включил «I’ll Cry Instead» во вступительные кадры к фильму, когда переиздал его в 1981 году.

## Структура песни
Синтия Леннон образно называет песню «криком помощи» Джона: 

«В песне отражается всё отчаяние, которое Джон испытывал в те дни. Став кумиром миллионов, он потерял свободу и радость, которые испытывал в юности».
Джон Леннон впоследствии также говорил, что строка «A chip on my shoulder that’s bigger than my feet» точно передавала чувства, которые он испытывал в то время.

## Состав
- Джон Леннон — вокал, акустическая гитара
- Пол Маккартни — бас-гитара
- Джордж Харрисон — соло-гитара
- Ринго Старр — барабаны, тамбурин

## Выпуски
В Великобритании:
- Сокращённый вариант песни (1:49) вошёл в британскую версию альбома A Hard Day’s Night, выпущенную лейблом Parlophone Records (PMC 1230 моно-версия и PC 3058 — стерео)
- Песня вошла также в британский мини-альбом Extracts from the Album A Hard Day’s Night (Parlophone GEP 8920, моно).
- Сторона A сингла «I’ll Cry Instead / I Call Your Name».

В США:
- Расширенная версия (2:09) была выпущена в США под лейблом «United Artists Records» на альбоме-саундтреке A Hard Day’s Night (UAL-3366 и UAS-6366 — повторно переизданная стерео-версия).
- Песня вошла также в альбом Something New (Capitol Records)

## Кавер-версии
- Джо Кокер записал кавер-версию песни «I’ll Cry Instead» в 1964 году. Это был его первый сингл.
- Билли Джоэл исполнил песню на одном из своих «живых» концертов. Песня является «Б»-стороной сингла 1983 года — «An Innocent Man» (с англ. — «Невинный человек»)[8].